# (73478) 2002 PX14
(73478) 2002 PX14 – planetoida z pasa głównego asteroid okrążająca Słońce w ciągu 5,7 lat w średniej odległości 3,19 j.a. Odkryta 6 sierpnia 2002 roku.